# Atractotomus arizonae
Atractotomus arizonae är en insektsart som först beskrevs av Knight 1968.  Atractotomus arizonae ingår i släktet Atractotomus och familjen ängsskinnbaggar. Inga underarter finns listade i Catalogue of Life.